# Derolus thesigeri
Derolus thesigeri är en skalbaggsart som beskrevs av Jean François Villiers 1968. Derolus thesigeri ingår i släktet Derolus och familjen långhorningar. Inga underarter finns listade i Catalogue of Life.